# La Galera, Zinapécuaro
La Galera är en ort i Mexiko.   Den ligger i kommunen Zinapécuaro och delstaten Michoacán de Ocampo, i den södra delen av landet, 170 km väster om huvudstaden Mexico City. La Galera ligger 2 456 meter över havet och antalet invånare är 491.
Terrängen runt La Galera är huvudsakligen kuperad, men åt nordost är den platt. Runt La Galera är det ganska tätbefolkat, med 93 invånare per kvadratkilometer. Närmaste större samhälle är Acámbaro, 19,0 km norr om La Galera. I omgivningarna runt La Galera växer huvudsakligen savannskog.